# Épître d'Othéa de la fondation Bodmer
Le Codex Bodmer 49 contient l’« Épître d’Othéa » qui a été écrit par Christine de Pisan vers 1400. L’attrait que suscite ce manuscrit est notamment dû à ses cent peintures. Antoine de Bourgogne (1421-1504), grand bibliophile, commanda ce manuscrit vers 1460.

## Description

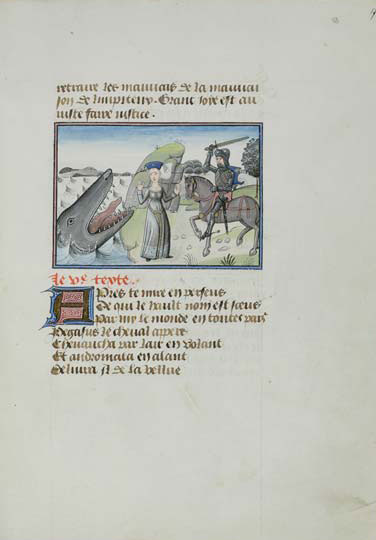
Persée délivrant Andromède, fol. 17r

Le manuscrit, qui date des années 1460, est composé de 150 feuillets de parchemin. Le manuscrit contient 19 fascicules se composant essentiellement de quaternions. Le texte est écrit en pleine page, composée de 23 lignes. L’écriture, une bâtarde, est d’une seule main.

## Contenu
L’Épître d’Othéa est écrit avec deux genres différents. Il commence par un texte en vers, à vocation morale, qui s’inspire de la mythologie (Troie). Puis, cette partie en vers est commentée en prose. D’abord par une « glose », qui s’adresse au « bon chevalier » en tirant une morale de l’histoire mythologique. Et ensuite, par une « allégorie », qui est une interprétation s’adressant au « bon esprit » et qui parle de la vie de l’âme, et le chapitre se termine par une « autorité ». Ceci compose un ensemble de cent chapitres, la construction numérale ayant une grande importance pour Christine de Pisan.
La déesse Othéa n’existe pas dans la mythologie. Plusieurs hypothèses ont été formulées à son sujet, mais la plus vraisemblable est celle de la formule poétique grecque « Ὦ θεά » (Ô Thea) : "ô déesse". De plus, pour Christine, elle est la « déesse de Prudence ».
Les parties en vers représentent une lettre fictive d’Othéa à Hector de Troie, lorsqu’il avait quinze ans. Il s’agit donc d’un livre d’enseignement à un jeune prince. Si Christine choisit Hector, c’est d’abord pour des raisons politiques. Elle appuie le fait que les princes français descendent de la race troyenne, elle en fait donc l’éloge. Ensuite, ce choix impose une sélection dans les histoires du texte, qui seront tirées, soit de la guerre de Troie, soit d’histoires mythologiques. Sur un premier niveau, narratif, nous avons la vie d’Hector. Et sur un deuxième niveau, didactique, nous avons le sujet des vices et des vertus, qui sont organisés en séries : dix commandements, péchés capitaux… 

## Enluminures
Les images sont le soutien du texte. Selon la critique, l’auteur de ces peintures, faites dans un atelier de Bruges, aurait été un contemporain de Loyset Liédet, dont il se serait inspiré. Loyset Liédet est un enlumineur qui fut très actif dans le cercle de la cour des ducs de Bourgogne.
Il y a trois catégories d’enluminures :
- La miniature: L’unique « grande » peinture du manuscrit, au fol. 7, mesure 125 mm sur 110 mm. Elle représente Othéa descendant d’un nuage pour donner son livre à Hector. Ce dernier est entouré de quatre hommes qui ont été identifiés comme étant Philippe le Bon, Charles le Téméraire et les deux bâtards, Antoine de Bourgogne et David de Bourgogne. Cette peinture est entourée d’une bordure avec des fleurs, et des personnages humains ou grotesques ; s'y trouvent également les armes d’Antoine de Bourgogne.
- Vignettes: Le manuscrit compte 99 vignettes de 105 mm sur 75 mm. On en trouve une au début de chaque chapitre à l’exception du premier. Elles sont faites en grisailles avec des pointes de vert, de bleu, de rouge et d’or. La grisaille est une technique utilisant plusieurs niveaux de gris, du blanc jusqu’au noir, ton sur ton. Le premier à utiliser cette technique sera Giotto au XIVe siècle et elle est utilisée autant en peinture, en miniature que dans le vitrail. Lorsque l’artiste complète la miniature de rouge, de bleu et de vert, on l’appelle une « demi-grisaille ». Ce style est alors fréquent dans les commandes de manuscrits de la cour de Bourgogne depuis 1460.
- Initiale: Celles-ci sont ornées de rameaux sur fond d’or avec du bleu et du rouge. De plus, elles sont séparées des titres[2].

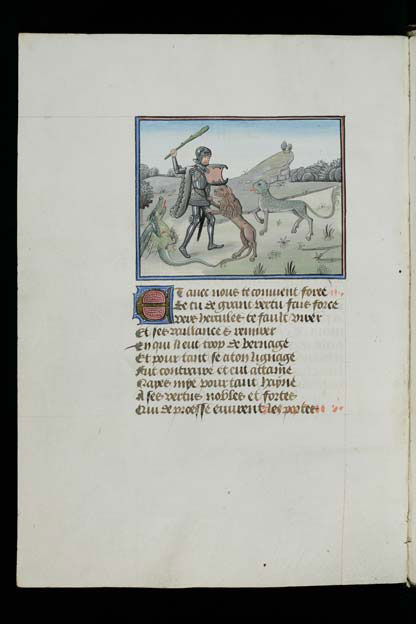
Hercule contre les gardiens des Enfers, fol.12v
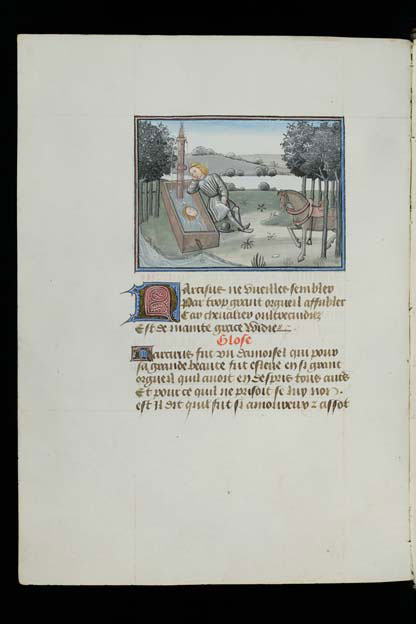
Narcisse se contemplant, fol. 31v
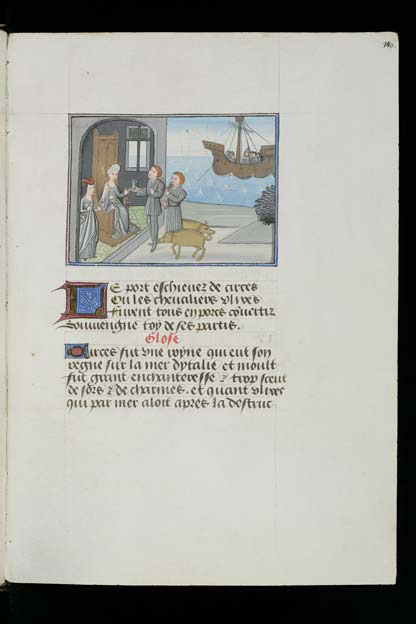
Ulysse chez Circé, fol. 146r
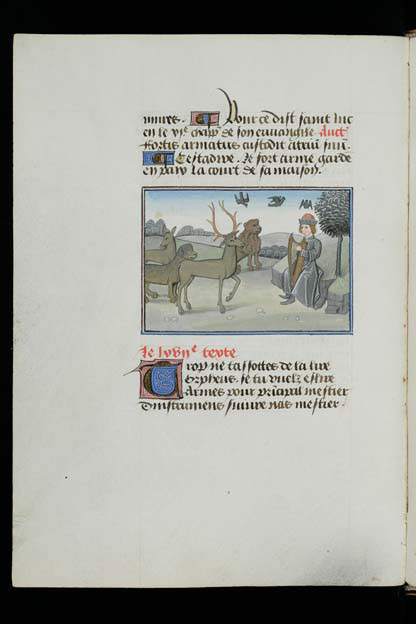
Le poète Orphée jouant de la lyre, fol. 100v

## Parcours du manuscrit

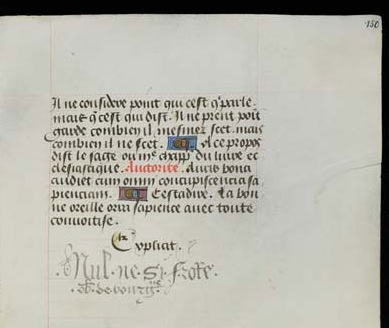
Devise d’Antoine de Bourgogne, fol. 150r

Deux indices prouvent l’appartenance du manuscrit à Antoine de Bourgogne : premièrement, son blason, peint au fol. 7, et deuxièmement, sa devise, au fol. 150 : « Nul ne s'i frote, Ob de Bourgogne ». Le b de « Ob » est barré dans le manuscrit, il s’agit alors de l’abréviation de « bâtard ».
Le manuscrit a ensuite voyagé par divers endroits. Il fait notamment partie de la bibliothèque des ducs de Clèves avant d’être dispersé en 1527. Puis, en 1610, on retrouve sa trace dans l’inventaire de la Schloßbibliothek de Heidelberg. Plus tard, en 1714, il est référencé dans le catalogue de la bibliothèque ducale de Gotha (aujourd’hui la Forschungsbibliothek Gotha). Enfin, c’est le 17 juillet 1950 que Martin Bodmer acquiert le manuscrit à une vente Sotheby's.

## Autres versions
Il existe 45 manuscrits médiévaux de ce texte recensés. L'un des plus célèbres est le Français 606 de la Bibliothèque nationale de France réalisé sous la supervision de Christine de Pisan à destination de Jean Ier de Berry, décoré de 101 miniatures de la main du Maître de l'Épître d'Othéa, du Maître d'Egerton et du Maître au safran.

#### Editions
- LOUKOPOULOS, Halina D., Classical Mythology in the Works of Christine de Pizan, with an Edition of l’Epistre d’Othéa from MS Harley 4431, Dissertation, Wayne State University, 1977.
- PARUSSA,Gabriella, éd., Christine de Pizan, Epistre d’Othea, Genève, Droz, 1999.

#### Traductions
- CHANCE, Jane, Christine de Pizan’s letter of Othea to Hector. Translated with Introduction, Notes and Interpretative Essay, Cambridge, Mass., Series Editor, 1990.
- DE PIZAN, Christine, Epître d’Othéa, préf. de Jacqueline Cerquiglini-Toulet, trad. et adapt. en français moderne par Hélène Basso, Paris, Puf, Cologny : Fondation Martin Bodmer, 2008. (Pour une bibliographie plus complète) [présentation en ligne]

#### Catalogues
- Vielliard Françoise, Manuscrits Français du Moyen Âge. Cologny-Genève, Fondation Martin Bodmer, 1975, pp. 146-149.
- Catalogue of valuable illuminated manuscripts and illuminated leaves comprising […] and the Grand Bâtard de Bourgognes manuscript of Othea la Deesse with 100 miniatures. Will be sold by auction by Messrs Sotheby and Co […] on monday, the 17th of July, 1950 […] – 1950, pp. 19-20, lot 30 et 2 pl. h. t.
- Die Burgunderbeute und Werke Burgundischer Hofkunst. Bernisches Historisches Museum, 18 mai - 20 septembre 1969, Berne 1969, no 226.